# Leopoldamys edwardsioides
Leopoldamys edwardsioides is een fossiel knaagdier uit het geslacht Leopoldamys dat gevonden is in het Vroeg-Pleistoceen van Longgupo in Zuid-China. Van deze soort zijn drieënveertig losse kaken bekend. Dit dier lijkt het meest op L. edwardsi, maar is kleiner en meer brachydont dan die soort. De anterolinguale en antorolabiale knobbels op de eerste onderkies zijn niet gefuseerd. Het posterolabiale cingulum op de onderkiezen is klein. De anterolabiale knobbel op de tweede en derde onderkies is klein maar duidelijk zichtbaar. Op de eerste onderkies zijn de knobbels t3 en t9 groot. Op de tweede bovenkies is t3 duidelijk zichtbaar. De eerste bovenkies is 4.50 tot 5.70 bij 2.51 tot 3.12 millimeter, de tweede 3.42 tot 3.86 bij 2.57 tot 3.20 millimeter en de derde 2.10 tot 2.57 bij 1.77 tot 2.21 millimeter. De eerste onderkies is 3.80 tot 4.71 bij 2.30 tot 3.00 millimeter, de tweede 2.70 tot 3.86 bij 2.47 tot 3.20 millimeter en de derde 2.13 tot 3.43 bij 1.93 tot 2.71 millimeter.
Leopoldamys ciliatus · Leopoldamys diwangkarai · Leopoldamys edwardsi · Leopoldamys edwardsioides† · Leopoldamys hainanensis · Leopoldamys herberti · Leopoldamys milleti · Leopoldamys minutus† · Leopoldamys neilli · Leopoldamys sabanus · Leopoldamys siporanus